# وان دو گراف (دهانه)
وان دو گراف یک دهانه برخوردی در ماه‌ است.